# Zodarion hamatum
Zodarion hamatum är en spindelart som beskrevs av Hermann Wiehle 1964. Zodarion hamatum ingår i släktet Zodarion och familjen Zodariidae. Inga underarter finns listade i Catalogue of Life.